# نویز رکوردز آلمان
نویز رکوردز، (به انگلیسی: Noise Records) یک شرکت نشر و ضبط موسیقی آلمانی است که توسط کارل اورلیش والترباخ در سال ۱۹۸۴ برای گسترش دادن به شرکت نشر خود با نام اگرسیو راک پروداکشن تشکیل شد. بیشتر تجارت نویز رکوردز در موسیقی سبک هوی متال خلاصه می‌شود.این گروه یک قسمت از گروه شرکت‌های سنکچوری رکوردز است.